# Chassalia comorensis
Chassalia comorensis är en måreväxtart som beskrevs av Cornelis Eliza Bertus Bremekamp. Chassalia comorensis ingår i släktet Chassalia och familjen måreväxter.
Artens utbredningsområde är Komorerna. Inga underarter finns listade i Catalogue of Life.